# Cal Cabré
|  | Per a altres significats, vegeu «Cal Cabré (Pradell de la Teixeta)». |

|  | No s'ha de confondre amb Cal Cabrer. |

Cal Cabré és una casa de Tavertet (Osona) inclosa a l'Inventari del Patrimoni Arquitectònic de Catalunya. Casa aïllada que consta de planta baixa i un pis amb teulada a doble vessant amb el carener paral·lel a la façana. hi ha tres obertures per pis amb un eix de simetria marcat per la porta principal que es troba al centre. El parament és de pedra irregular excepte la llinda i els brancals de les obertures que són de carreus de pedra.